# Chlorospingus tacarcunae
Chlorospingus tacarcunae es una especie de ave de la familia Thraupidae.
Puede ser encontrada en los siguientes países: Colombia y Panamá.
Sus habitats naturales son: regiones subtropicales o tropicales húmedas de gran altitud.